# Hip Hop (musikalbum)
Hip Hop är det tionde officiella albumet från den svenska rapparen Ken Ring som släpptes den 16 september 2009. Albumet är resultatet av ett samarbete med DehDinPoik Entertainment. Albumet släpptes via Pope Records med distribution på Universal Music. 

## Spårlista
| Spår | Låt Titel                  | Producent/er         | Medverkande Gäst/er | Samplingar                                      | Tid  |
| ---- | -------------------------- | -------------------- | ------------------- | ----------------------------------------------- | ---- |
| 1    | En Man                     | Tommy Tee            |                     |                                                 | 1:41 |
| 2    | Välkommen In Till En Ring  | Pablo Paz, Viktor AX |                     |                                                 | 5:53 |
| 3    | Wharrrup                   | Tone Mason           |                     |                                                 | 3:30 |
| 4    | Dödens Gränsland 2009      | Mike Kitigai         | Levent              |                                                 | 4:59 |
| 5    | Min Musik                  | Pablo Paz            |                     |                                                 | 4:11 |
| 6    | Africa                     | Marks                |                     |                                                 | 3:38 |
| 7    | Jag Gråter                 | Tommy Tee            |                     | "Kunde Jag Vrida Tiden Tillbaka" av Lisa Ekdahl | 3:20 |
| 8    | Nu Måste Vi Dra            | Astma                | Ricky               |                                                 | 3:51 |
| 9    | Ber En Bön                 | Astma                |                     |                                                 | 3:53 |
| 10   | Jag Minns Ljudet Från Igår | Pablo Paz            |                     |                                                 | 3:13 |
| 11   | God Morgon                 | Viktor AX            |                     |                                                 | 3:59 |
| 12   | Änglabarn                  | Pablo Paz            | Karim Jaouadi       |                                                 | 4:23 |
| 13   | Bror                       | Tommy Tee            |                     |                                                 | 3:21 |
| 14   | Hip Hop                    | Marks                |                     |                                                 | 3:41 |

## Listplaceringar
| Lista (2009) | Position |
| ------------ | -------- |
| Sverige      | 9        |

### Fotnoter
1. ↑  Listplacering